# Zhensovety
Zhensovety (förkortning av zhenskie sovety) var lokala kvinnogrupper i Sovjetunionen mellan 1958 och 1991, formellt underordnade Sovjetiska kvinnors antifascistiska kommitté.
Zhensovety bildades 1958 för att ersätta Zjenotdels kvinnogrupper, som hade avskaffats nästan trettio år tidigare. Deras syfte var att genomdriva sovjetisk kvinnopolicy på lokal nivå; etablera sociala tjänster och politisk undervisning till kvinnor och uppmuntra dem att engagera sig politiskt och yrkesmässigt. Det bildades en Zhensovety i varje sovjetisk delrepublik, även om de varierade stort i medlemsantal och inflytande. 